# Darlingtons kärnkraftverk
Darlingtons kärnkraftverk är ett kanadensiskt kärnkraftverk. Det ligger vid norra stranden av Ontariosjön i Clarington i Ontario. 

## Namnet
Kraftverket har fått sitt namn från Township of Darlington, vilket var det gamla namnet på området där det ligger. 

## Historia
Kraftverket byggdes 1981-1993 av det statliga Ontario Hydro. I april 1999 delades Ontario Hydro upp i fem företag och Ontario Power Generation (OPG) tog över driften av Darlington kärnkraftverk.

## Kraftverket
Kärnkraftverket består av fyra CANDU-reaktorer.
| Reaktor      | Typ   | Togs i drift | Effekt (MWe) |
| ------------ | ----- | ------------ | ------------ |
| Darlington 1 | CANDU | 1990         | 881          |
| Darlington 2 | CANDU | 1990         | 881          |
| Darlington 3 | CANDU | 1992         | 881          |
| Darlington 4 | CANDU | 1993         | 881          |

## Framtiden
I september 2006 ansökte OPG om tillstånd att förbereda kärnkraftverket i Darlington på att bygga upp till fyra nya reaktorer.